# Иж-Забегалово
Иж-Забегалово — деревня в Якшур-Бодьинском районе Удмуртской Республики Российской Федерации. Малая родина Ф. А. Пушиной (1923—1943), Героя Советского Союза (посмертно).

## География
Деревня находится в центральной части республики, на юго-востоке района, в зоне хвойно-широколиственных лесов, по обоим берегам реки Иж, в 32 километрах от Ижевска.

### Уличная сеть
- Церковная улица
- Улица Пушиной (в честь именитой землячки Ф. А. Пушиной➤ )
- Центральная улица

### Климат
Климат характеризуется как умеренно континентальный, с продолжительной холодной многоснежной зимой и относительно коротким тёплым летом. Среднегодовая многолетняя температура воздуха составляет 2,4 °С Средняя температура воздуха самого тёплого месяца (июля) — 18 °C (абсолютный максимум — 36,6 °C); самого холодного (января) — −15 °C (абсолютный минимум — −47,5 °C). Среднегодовое количество атмосферных осадков составляет 532 мм, из которых большая часть выпадает в тёплый период.

## История
Входила в состав Старозятцинского сельского поселения, упраздненного Законом Удмуртской Республики от 11.05.2021 № 43-РЗ к 25 мая 2021 года.

## Население
| 2010 | 2012 |
| ---- | ---- |
| 85   | ↗89  |

### Национальный состав
Согласно результатам переписи 2002 года, в национальной структуре населения русские составляли 67 %, удмурты 32 % из 133 чел.

## Известные уроженцы, жители
13 ноября 1923 года родилась Федора Андреевна Пушина, военфельдшер, лейтенант медицинской службы, Герой Советского Союза (посмертно).

## Инфраструктура
Личное подсобное хозяйство.
Возводится Храм Иверской иконы Божией Матери.

## Достопримечательности
В деревне находится Памятник Герою Советского Союза Феодоре Пушиной,  купель Святого источника Иверской иконы Божией Матери.

## Транспорт
Деревня доступна автотранспортом.  